# 루이스 페레스 다스마리냐스
루이스 페레스 다스마리냐스 이 파에스 데 소토마요르(Luis Pérez Dasmariñas y Páez de Sotomayor, ?-1603)는 스페인령 필리핀 총독으로, 1593년 10월 3일에서 1596년 7월 14일까지 필리핀총독(governor of the Philippines, el Gobernador y Capitán general de las Islas Filipinas)을 역임하였다. 1596년, 그는 캄보디아(Cambodia)와 민다나오(Mindanao)섬을 정벌하려고 원정을 떠났으나 실패하였다.
또한 그는 알칸타라 기사단 기사(knight of the Order of Alcántara, el caballero de la Orden de Alcántara)였다. 아버지 고메스 페레스 다스마리냐스(Gómes Pérez Dasmariñas)는 1590년부터 1593년까지 필리핀총독을 역임하였다.

## 몰루카 원정
1593년, 고메스 페레스 다스마리냐스가 군대를 이끌고 마닐라(Manila)에서 몰루카제도(the Moluccas, 오늘날 말루쿠Maluku 제도, 향료제도the Spicy Islands라고도 함)에 위치한 테르나테(Terrenate) 원정을 떠났다. 고메스는 다년간 원정을 몰래 준비하면서, 원정 직전에야 자신의 의도를 드러내었다. 그는 개인 자격으로 이 원정을 이끌었다. 항해 전, 아들 루이스에게 핀타도주(the province of Pintado)에 함대 일부를 이끌고 가도록 하였다. 루이스는 장군(captain general, capitán general) 자격으로 원정의 부지휘관이 되었다.
고메스는 마닐라의 군사 업무와 필리핀제도 업무에 관하여서는 디에고 론키요(Diego Ronquillo)에게, 일반행정은 페드로 데 로하스(Pedro de Rojas)에게 위임하였다. 루이스가 출발한 후, 고메스는 마닐라에 잠시 머물다가 마지막 준비를 하고 28개의 벤치(bench)가 장착된 갤리(galley, galera)를 무장한 후에 탑승하였다. 갤리선에는 노 젓는 선원으로 고용된 중국인들이 있었다. 안토니오 데 모르가(Antonio de Morga)에 의하면, 이들의 마음을 사기 위하여 고메스는 중국인들에게 사슬을 채우지 않게 하였으며, 심지어 중국인들의 무기 소지도 눈감아 주었다.
40명 가량의 스페인인들이 갤리선에 탑승하였다. 프리깃함(frigate, fragata)과 작은 배들의 수 척이 갤리선을 호위하며 갔다. 함대 전체는 갤리선, 갤리엇(galliot, galeota), 프리깃함, 소형헌박(craft) 등으로 구성되었으며 돛만 200개에 이르렀다. 900명 이상의 스페인인들이 원정에 나섰다. 1593년 10월, 고메스는 카비테(Cavite) 항구에서 핀타도스로 가서, 루이스가 이끌고 도착한 함대와 합류하고 나서 몰루카로 가려 하였다.

## 선상반란과 부친의 죽음
원정의 첫 구간에 접어든 이후 두 번째 날, 고메스 페레스 다스마리냐스의 함대가 루손섬 해안을 벗어나 곧바로 마닐라로부터 24레구아 떨어진 카카섬(the island of Caca)에 도착하였다. 중국인들은 3일동안 갤리선 점령 계획을 세웠으며, 이날 밤 봉기를 일으켰다.
동이 트기 전, 중국인들은 경비병과 자고 있던 스페인인들을 공격하여 대부분을 살해하였지만, 몇몇은 수영으로 혹은 갤리선의 부속선을 타고 도망쳤다. 소동을 듣자 총독 고메스 페레스 다스마리냐스는 무심결에 자신의 선실을 나섰다가, 문 밖에서 기다리고 있던 중국인들에게 살해당하였다. 총독의 비서 후안 데 쿠에야르(Juan de Cuellar)와 프란시스코회 신부 몬티야(Montilla)만이 각각 배 한 가운데 있는 자신의 선실에 있다가 살아남았다. 후에 중국인들은 이들을 해안가에 풀어주었다.
이후 중국인들은 중국으로 항해하였으나 교지(Cochin-China)에 도달하였고, 교지국왕은 갤리에 실린 대포 2문과 왕실 깃발과 보석이나 화폐 등의 귀중품 일체를 몰수하였다. 중국인들은 각자 흩어졌고 갤리선은 방기되었다. 몇몇은 말라카에서 체포되었고 마닐라로 송환되어서 처형되었다.

## 필리핀총독 선발과 부임
고메스 페레스 다스마리냐스가 필리핀총독으로 부임되어 갈 당시, 자신의 사망 이후에 임시 후계자를 선발할 수 있는 권한을 국왕으로부터 부여받았다. 고메스는 현지에 있는 저명한 스페인인들에게 국왕의 지시를 알리면서, 이들에게 저마다 자신이 고메스의 후계자로 임명될 것이라는 암시를 주었다. 특히 아들 루이스와 정복 카피탄(conquistador Captain) 에스테반 로드리게스 데 피게로아(Estevan Rodríguez de Figueroa)가 지명에 대하여 큰 기대를 가지고 있었다. 로드리게스 데 피게로아는 몰루카 원정 당시 총독과 함께 하였다. 총독 사망 직후, 로드리게스 데 피게로아와 루이스는 각자 마닐라로 급히 귀환하여 총독직을 맡으려고 하였다.
그동안, 마닐라에는 갤리선 탈취 소식이 전해졌다. 시민들과 군인들은 학사 페드로 데 로하스(Licentiate Pedro de Rojas)의 집에 모여서 다음의 일을 논의하였다. 우선 이들은 로하스를 총독(governor and captain general)으로 선발하였다. 그리고 프리깃함 2척을 갤리선 추적을 위하여 파견하였다. 그러나 갤리선은 찾지 못하였다. 로하스는 핀타도스에 있는 루이스에게 전갈을 보내어 자신이 총독으로 선발되었다는 소식을 전하고, 도시가 무방비 상태이니 즉시 마닐라로 돌아올 것을 명령하였다.
로하스 역시 자신을 후계자로 지명한 총독의 문서를 찾기 시작하였다. 문서들은 마닐라에 위치한 아우구스티노회 수도원에 보관되어 있었으나, 로하스를 신뢰하지 못하는 수도원장은 비밀리에 문서를 없애버렸다.
로하스 선발 40일 이후, 루이스와 로드리게스 데 피게로아는 각자 자신이 가지고 간 병사들을 이끌고 마닐라 항만에 동시에 도착하였다. 이들은 하선하지 않았으며, 루이스는 사라진 문서를 찾을 것을 지시하였다. 문서는 발견되었고, 거기에는 고메스가 자신의 아들 루이스를 후임총독으로 임명하겠다는 내용이 있었다. 마닐라 행정장관들(city magistrates)은 로하스의 지명을 철회하였고, 총독직을 루이스에게 넘겼다. 루이스의 군사들과 함대들도 총독직 부임을 재청하였다. 로하스는 40일 만에 사임하였다.
로하스는 멕시코 시티(Mexico City) 알칼데(alcalde) 직으로 승진되었다. 안토니오 데 모르가(Antonio de Morga)는 필리핀에서 총독 부임 전 로하스의 직책인 배석판사(lieutenant assessor) 직을 물려받고, 필리핀 부총독(lieutenant governor)까지 겸임하였다. 1595년 3월 22일, 모르가는 누에바 에스파냐(Nueva España) 아카풀코(Acapulco)에서 출항하여, 같은 해 6월 11일 마닐라의 외항 카비테(Cavite)에 도착하였다.

## 중국관료와의 조우
함대의 귀환이 있은지 얼마 후, 마닐라에 교역을 위한 것으로 보이는 중국선박들이 도착하였다. 그러나 이들은 많은 사람들을 데려온 반면 상품은 거의 없었다. 7명의 중국관료들이 자신들의 직책을 표시하는 깃발을 가지고 나타났다. 병력 대부분이 몰루카 원정을 떠난 것을 듣고, 중국에서 무방비 상태의 필리핀제도를 정복하기 위하여 함대를 파견한 것이라고 스페인인들은 의심하였다.
그러나 도시는 이전에 비하여 방비력이 크게 증강되어 있는 것을 보자, 중국인들은 적대적인 움직임을 보이지 않았다. 이들은 원정에 대한 어떠한 동기도 보여주지 않은 채 귀환하였고 뚜렷한 동기를 아무도 말하지 않았다.

## 캄보디아 원정
1594년, 시암(Siam, 한자명 섬라暹羅) 국왕이 캄보디아를 침공하여 점령하였다는 소식이 마닐라에 전해졌다. 캄보디아 국왕 랑가라(Langara)는 라오스(Laos)로 도망갔다. 당시 캄보디아에 체류하던 스페인인과 포르투갈인들은, 캄보디아 왕국을 쉽게 정복할 수 있으며 그렇게 함으로써 아시아 내륙으로 가는 발판을 스페인인들이 확보할 수 있다고 루이스 페레스 다스마리냐스를 설득하였다.
루이스 페레스 다스마리냐스는 일반 규모의 대형선박(vessel) 한 척과 정크선(junk) 두 척에 120명의 스페인인 및 소수의 일본인과 필리핀인을 탑승시키고 파견할 것을 지시하였다. 1596년이 되자마자 원정이 시작되었다.
주함은 정크선 두 척으로부터 떨어져서 항해하였다. 정크선들은 캄보디아에 도착하였을 때는 캄보디아인들이 이미 시암인들을 몰아낸 상태였다. 반 시암 지도자 중 한 명인 아나카파란(Anacaparan)은 스스로 왕위에 올랐다. 스페인인들은 기회라고 생각하였지만 주함이 오기 전까지는 행동을 취하지 않기로 결정했다. 그럼에도, 정박 중인 중국 상인들과의 논쟁이 발생하였고, 스페인인들은 중국인들과 싸워서 일부를 살해하였다. 이는 새로운 캄보디아 국왕과의 대치로 이어졌지만, 스페인인들은 국왕을 물리친 후, 수도 대부분을 불살랐다.
1597년, 주함이 캄보디아에 도착하였다. 루이스 페레스 다스마리냐스는 랑가라 국왕 왕위를 회복시키라는 부하들의 간청을 거절하였고, 필리핀으로 돌아갔다.
1599년, 말레이(Malay) 지역 무슬림 상인들이 캄보디아에 파병된 스페인 군대와 싸워 몰살시키면서, 캄보디아-스페인 전쟁(the Cambodian–Spanish War)을 통한 캄보디아 정복 계획에 종지부를 찍게 된다.

## 민다나오 원정
루이스 페레스 다스마리냐스가 총독에 부임하기 전, 로드리게스 데 피게로아는 자신의 사비를 들여 민다나오섬(island of Mindanao)을 정복하고, 자신과 자식 대에 민다나오섬을 통치할 권리를 받을 것을 총독 고메스 페레스 다스마리냐스로부터 동의를 받은 적이 있었다. 이 동의는 스페인 본국의 검토를 통해 진행하라는 명령을 받았다. 1596년 2월, 로드리게스 데 피게로아는 214명의 스페인인과 필리핀인들을 갤리선, 갤리엇선, 프리깃함, 비레이선(viray), 바랑가이선(barangay), 라피선(lapi) 등에 태우고 정복에 착수하였다. 곧바로 로드리게스 데 피게로아는 민다나오강(the Mindanao River)에 도착하였고, 그곳에서 탄카판(Tancapan)과 루마구안(Lumaguan)이라는 현지 정착지의 6000명이 합세하였다.
이들은 민다나오에서 가장 큰 도시이자 가장 영향력 있는 추장이 머물고 있는 부하하옌(Buhahayen)으로 진격하였다. 부하하옌은 방비가 철저히 되어 있었다. 도착 직후, 스페인인과 원주민 사이에 소규모 충돌이 발생하였다. 이때 로드리게스 데 피게로아는 선박에 있었지만 스페인인들의 전황이 악화되자 직접 지휘하기 위하여 약간의 병사들을 거느리고 배를 나왔다. 더 빨리 가기 위하여 투구를 쓰지 않았다. 전장에 도착하기 전, 원주민 병사가 그를 발견하고 검으로 로드리게스 데 피게로아의 머리를 내리쳤다.
로드리게스 데 피게로아는 주함으로 돌아갔지만 다음날 사망하였다. 이렇게 하여 로드리게스 데 피게로아의 민다나오 통치는 허무하게 끝이 났다. 스페인 병력은 후안 데 라 하라(Juan de la Xara)가 지휘하였고 탄카판으로 가서 성채 하나와 무르시아(Murcia)라는 스페인 정착지를 건설하였다.

## 총독 이임 이후
신임총독 프란시스코 데 테요 데 구즈만(Francisco de Tello de Guzmán)이 도착하였다는 소식을 접하고서도, 루이스 페레스 다스마리냐스는 캄보디아 원정과 민다나오 원정 소식을 기다리고 있었다. 테요 데 구즈만은 스페인에서 파견되었으며, 1596년 7월 14일 총독직을 받았다.
총독 이임 후에도, 루이스는 개인 자격으로 캄보디아 원정을 떠났지만, 그가 탄 선박이 태풍으로 인하여 항로를 벗어났고, 당시 중국으로부터 인가받은 스페인인 항구 엘피냘(El Piñal)에 표착하였다. 이로 인하여, 엘피냘 인근 마카오(Macao)에 주둔한 포르투갈인들은 자신들을 침공하는 줄 알고 분노하였다. 루이스는 캄보디아 원정을 중단하고 마닐라로 돌아왔다.
1603년, 중국인 반란(the Sangley rebellion) 사건에서 중국인들에게 살해당하였다.